# Меншун, Григорий Иванович
Григорий Иванович Меншун (1912—1980) — капитан Рабоче-крестьянской Красной Армии, участник Великой Отечественной войны, Герой Советского Союза (1944).

## Биография
Григорий Меншун родился 20 февраля 1912 года в селе Тулиголово (ныне — Кролевецкий район Сумской области Украины). После окончания семи классов школы работал в колхозе, был его председателем. В 1932—1935 годах проходил службу в Рабоче-крестьянской Красной Армии. В 1941 году Меншун повторно был призван в армию. В том же году он окончил курсы младших лейтенантов. С мая 1942 года — на фронтах Великой Отечественной войны. В боях два раза был ранен и контужен.
К октябрю 1943 года старший лейтенант Григорий Меншун командовал батальоном 467-го стрелкового полка 81-й стрелковой дивизии 61-й армии Центрального фронта. Отличился во время битвы за Днепр. 1 октября 1943 года батальон Меншуна переправился через Днепр в районе деревни Глушец Лоевского района Гомельской области Белорусской ССР и принял активное участие в боях за захват и удержание плацдарма на его западном берегу, отразив большое количество немецких контратак.
Указом Президиума Верховного Совета СССР «О присвоении звания Героя Советского Союза генералам, офицерскому, сержантскому и рядовому составу Красной Армии» от 15 января 1944 года за «образцовое выполнение боевых заданий командования по форсированию реки Днепр и проявленные при этом мужество и героизм» старший лейтенант Григорий Меншун был удостоен высокого звания Героя Советского Союза с вручением ордена Ленина и медали «Золотая Звезда» за номером 2343.
После окончания войны в звании капитана Меншун был уволен в запас. Вернулся в родное село. Умер 11 января 1980 года.
Был также награждён орденами Отечественной войны 1-й и 2-й степеней, Красной Звезды, рядом медалей.